# Gibraltařané na Madeiře
Evakuace civilního obyvatelstva z britské kolonie Gibraltar na Madeiru proběhla v červenci a srpnu 1940 v době nebezpečí invaze nacistického Německa na Gibraltar.
Během tří týdnů, počínajíc 21. červencem 1940, bylo na Madeiru přesunuto na 2000 lidí. Byli ubytováni hlavně v hotelech a internátech ve Funchalu a okolí. Zůstali zde do konce 2. světové války. Místní obyvatelé je přijali přátelsky. Na památku této události byla ve funchalském parku Santa Catarina instalována mramorová pamětní deska. 

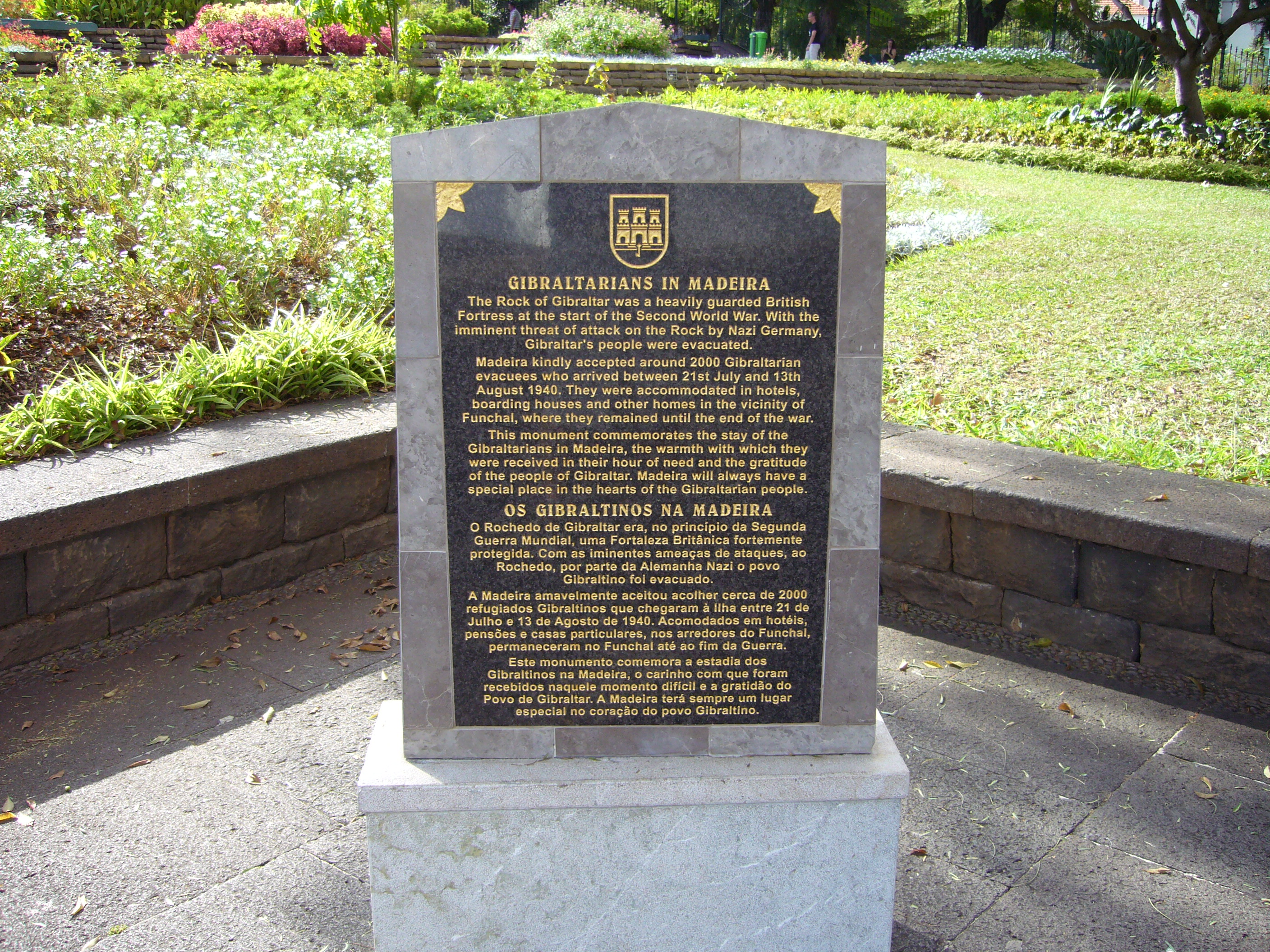
Pamětní deska v Parku Santa Catarina